# Henryk Rzewuski

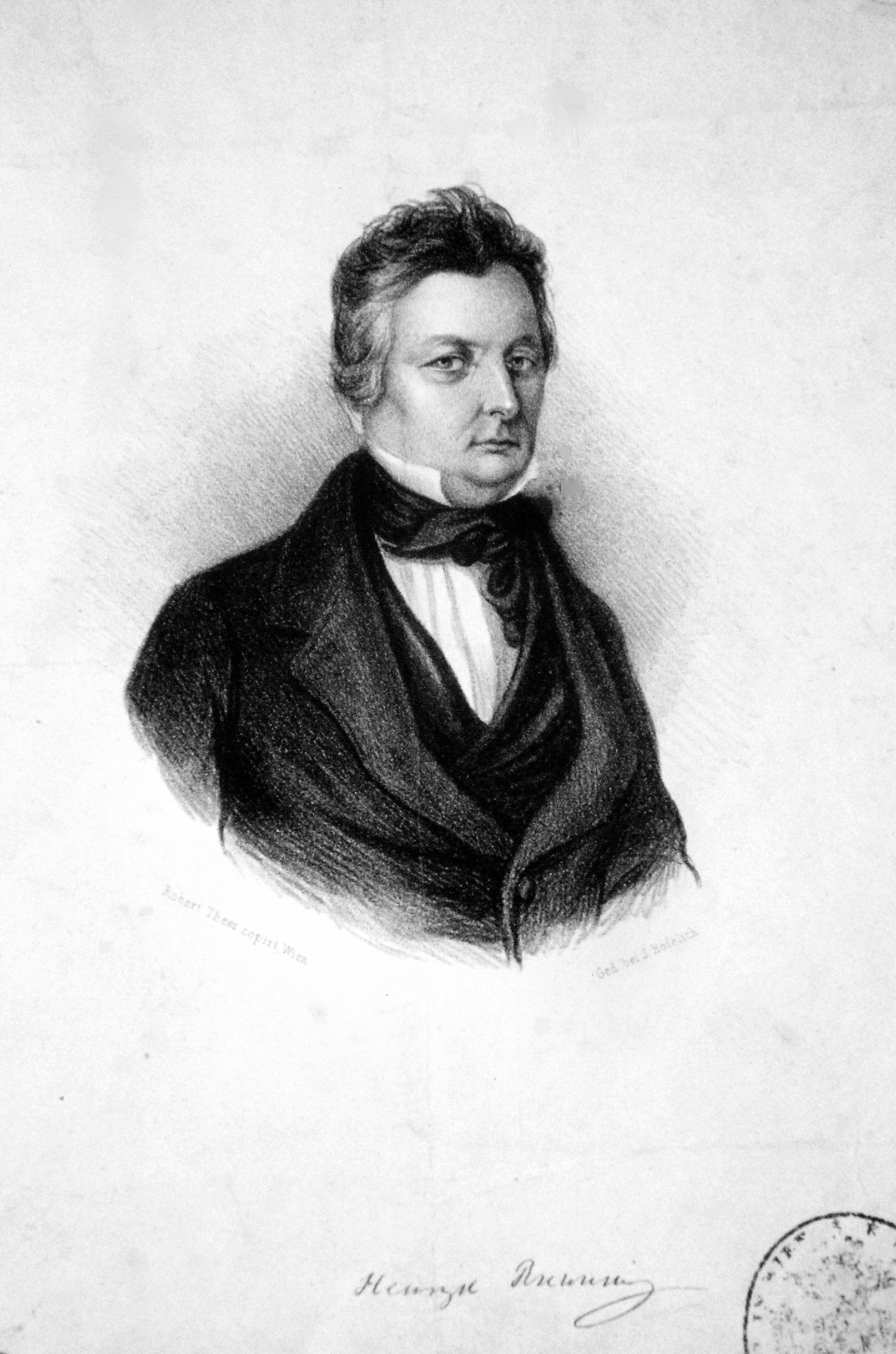
Henryk Rzewuski, Lithographie von Robert Theer, ca. 1840

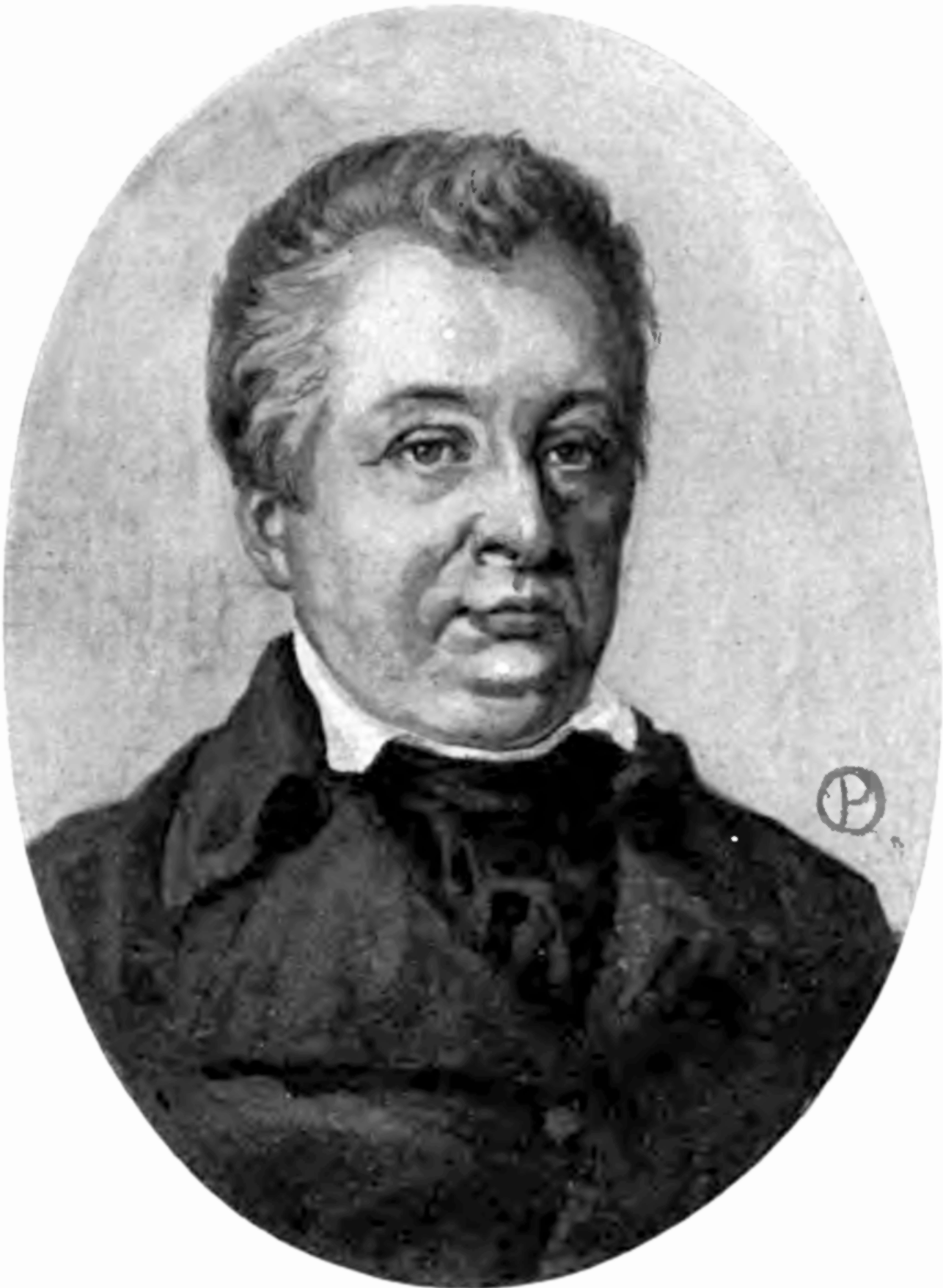
Henryk Rzewuski

Henryk Rzewuski (* 3. Mai 1791 in Slawuta; † 28. Februar 1866 in Cudnów) war ein polnischer Graf  und Schriftsteller.
Graf Rzewuski besuchte eine Internatsschule der Karmeliter in Berdyczów und Erziehungsinstitute in Petersburg und Krakau. Nach der Gründung des Großherzogtums Warschau trat er in die Armee ein und erreichte im Österreichisch-Französischen Krieg von 1809 den Rang eines Leutnants. Er bereiste die Schweiz, Deutschland, Frankreich, Italien, England und die Türkei und besuchte während seines Parisaufenthaltes 1819–22 u. a. Vorlesungen von Victor Cousin. 1825 begleitete er Adam Mickiewicz auf seiner Krimreise.
Ab 1840 arbeitete er für den Tygodnik Petersburski und war Kopf der „Petersburger Koterie“, einer konservativen Gruppierung um den Tygodnik, die ihr Bekenntnis zum Katholizismus und ihre Loyalität zu Russland betonte. Nach seinem Debütwerk Pamiątki Soplicy, das 1839–1841 in Paris erschien und ins Französische, Russische, Serbokroatische und Deutsche (Denkwürdigkeiten des Herrn Soplica, 1876) übersetzt wurde und mit dem er sich einen bleibenden Platz in der polnischen Literaturgeschichte sicherte, riefen die Mieszaniny obyczajowe Jarosza Bejłę (1841–43) als „Programm des Verrats“ (an Polen) heftigste Kritik hervor. Als er 1850 Sekretär des Gouverneurs Iwan Paskiewicz wurde, schlug die Ablehnung in offenen Hass um – Rzewuski wurde als reaktionärer Jakobiner, Verräter und Kollaborateur beschimpft, Zygmunt Krasiński schrieb, er habe eine „Seele aus Schlamm“.
1845–1846 erschien sein dreibändiger Roman Listopad, ein Bild der polnischen Gesellschaft, der ins Tschechische, Deutsche, Russische und Englische übersetzt wurde. Erfolgreich waren auch spätere Werke wie Zamek krakowski (1847–48), Teofrast polski (1851) und Zaporożec (1854).